# Ааран Лайнз
Ааран Лайнз (англ. Aaran Lines, нар. 27 грудня 1976, Ловер-Гатт) — новозеландський футболіст, що грав на позиції півзахисника. По завершенні ігрової кар'єри — тренер

## Клубна кар'єра
Народившись у місті Ловер-Гатт, Нова Зеландія, Лайнз переїхав до Німеччини у віці 16 років, щоб приєднатися до молодіжної команди «Вердера». У сезоні 1995/96 Лайнз виступав за резервну команду бременців, що грала у Регіоналлізі, третьому за рівнем дивізіоні країни. Не пробившись до першої команди, влітку 1996 року Ааран покинув команду і надалі грав за інші німецькі команди «Кікерс» (Емден) та «Оснабрюк», що також грали у Регіоналлізі.
На початку 2000 року Лайнз повернувся на батьківщину, ставши гравцем клубу «Футбол Кінгз», який виступав у чемпіонаті Австралії, де провів два роки, після чого на початку 2002 року повернувся дол Німеччини і став гравцем клубу «Дрезднер». Через півроку він покинув Дрезден і переїхав до Польщі у «Рух» (Хожув), з якою за підсумками першого сезону вилетів з вищого дивізіону країни. Ааран ще на пів року залишився у команді в другому дивізіоні, після чого перейшов у клуб «Арка» (Гдиня), що грала там само, завершивши з нею сезон 2003/04.
Влітку 2004 року Ааран став гравцем клубу «Боруссія» (Фрайальденгофен) з Оберліги, четвертого за рівнем дивізіону Німеччини, де грав до кінця року, після чого відправився у США, де протягом сезону 2005 захищав кольори клубу «Портланд Тімберс» в United Soccer League, другого за рівнем дивізіону, зігравши у 23 матчах і забивши один гол.
На сезон USL 2006 року Лайнз перейшов до іншої місцевої команди «Рочестер Рінос», за яку за два сезони відіграв 43 матчі, забивши два голи і у сезоні 2006 року став з командою фіналістом турніру.
2008 року перейшов до австралійського клубу «Річмонд», за який відіграв один сезон у Прем'єр-лізі штату Вікторія, після чого завершив кар'єру футболіста.

## Виступи за збірну
Виступав за юнацьку, молодіжну та олімпійську збірні Нової Зеландії
25 вересня 1998 року дебютував в офіційних матчах у складі національної збірної Нової Зеландії в матчі групового етапу Кубка націй ОФК 1998 року в Австралії проти Таїті (1:0). Загалом зігравши у всіх чотирьох матчах на турнірі — проти Таїті, Вануату, Фіджі та фіналу проти Австралії, Лайнз з командою здобув золоті нагороди турніру. Перемога дозволила новозеландцям представляти федерацію на Кубку конфедерацій 1999 року, вперше у своїй історії. На турнірі в Мексиці Ааран зіграв у всіх трьох матчах — з США, Німеччиною та Бразилією, але його команда програла всі три гри і не вийшла з групи.
Згодом Лайнз зі збірною знову став переможцем Кубка націй ОФК 2002 року, на цей раз домашнього, і вдруге поїхав з командою на розіграш Кубка конфедерацій 2003 року у Франції, зігравши одну гру проти Японії (0:3), а його збірна і цього разу не вийшла з групи.
Останнім великим турніром для Лайнза став Кубок націй ОФК 2004 року в Австралії (де Ааран зіграв у чотирьох з п'яти матчів групового етапу і забив один гол у ворота Соломонових островів), за результатами якого його команда сенсаційно посіла третє місце і не вийшла з групи. Після цього Ааран за збірну більше не грав. Всього протягом кар'єри у національній команді, яка тривала 7 років, провів у її формі 31 матч, забивши 4 голи.

## Кар'єра тренера
2009 року Лайнз очолив новостворений жіночий клуб «Баффало Флеш», який став виступати у W-лізі USL і Лайнз виграв цей турнір з командою у 2010 році. 
У 2011 році франшиза була перейменована в «Вестерн Нью-Йорк Флеш» і стала виступати у Women’s Professional Soccer. В команду прийшли такі зіркові футболістки як Алекс Морган, Крістін Сінклер та Марта, вигравши і цей турнір у 2011 та 2012 роках. Наприкінці сезону 2012 року WPS-ліга була розпущена.
У 2013 році була заснована Національна жіноча футбольна ліга, де франшиза «Вестерн Нью-Йорк Флеш» знову почала виступати, провівши тут з командою два сезони. Після закінчення сезону 2015 року Лайнз подав у відставку з посади тренера та став віце-президентом клубу.

## Статистика

### Голи за збірну
Джерела:
| #  | Дата           | Місце                                      | Суперник           | Рахунок | Результат | Турнір               |
| -- | -------------- | ------------------------------------------ | ------------------ | ------- | --------- | -------------------- |
| 1. | 6 червня 2001  | Норт Гарбор Стедіум, Окленд, Нова Зеландія | Таїті              | 5–0     | Перемога  | Відбір на ЧС-2002    |
| 2. | 13 червня 2001 | Норт Гарбор Стедіум, Окленд, Нова Зеландія | Вануату            | 7–0     | Перемога  | Відбір на ЧС-2002    |
| 3. | 12 жовтня 2002 | А. Ле Кок Арена, Таллінн, Естонія          | Естонія            | 3–2     | Поразка   | Товариський матч     |
| 4. | 31 травня 2004 | Норт Гарбор Стедіум, Окленд, Нова Зеландія | Соломонові Острови | 3–0     | Перемога  | Кубок націй ОФК 2004 |

### Тренерська
| Команда                              | Сезрон    | Результати | Результати | Результати | Результати | Результати |
| Команда                              | Сезрон    | І          | В          | Н          | П          | В%         |
| ------------------------------------ | --------- | ---------- | ---------- | ---------- | ---------- | ---------- |
| «Баффало Флеш» (W-Ліга)              | 2009–2010 | 30         | 22         | 2          | 6          | 73,33      |
| «Вестерн Нью-Йорк Флеш» (WPS)        | 2011      | 19         | 14         | 3          | 2          | 73,68      |
| «Вестерн Нью-Йорк Флеш» (WPSL Elite) | 2012      | 16         | 11         | 3          | 2          | 68,75      |
| «Вестерн Нью-Йорк Флеш» (NWSL)       | 2013–2015 | 64         | 20         | 13         | 31         | 31,25      |
| Всього                               | Всього    | 129        | 67         | 21         | 41         | 51,94      |

## Титули і досягнення
- Володар Кубка націй ОФК: 1998, 2002
- Бронзовий призер Кубка націй ОФК: 2004